# Saint-Colomban (Quebec)
Saint-Colomban é uma cidade localizada na província de Quebec no Canadá.